# Shigeru Yoshida
Shigeru Yoshida (吉田 茂 Yoshida Shigeru), (22 de setembre de 1878-20 octubre de 1967) va ser un diplomàtic i polític japonès que va exercir de Primer Ministre del Japó de 1946 a 1947 i de 1948 a 1954. Yoshida ha sigut un dels primers ministres amb més temps al càrrec i el tercer amb un mandat més llarg després de la Segona Guerra Mundial.